# Série 0400 da CP
A Série 0400, igualmente conhecida como Rolls Royce, refere-se a um tipo de automotora, que esteve ao serviço da Companhia dos Caminhos de Ferro Portugueses e da da sua sucessora, a transportadora Comboios de Portugal, entre 1965 e 2001. Foram convertidas na Série 0450.

## História

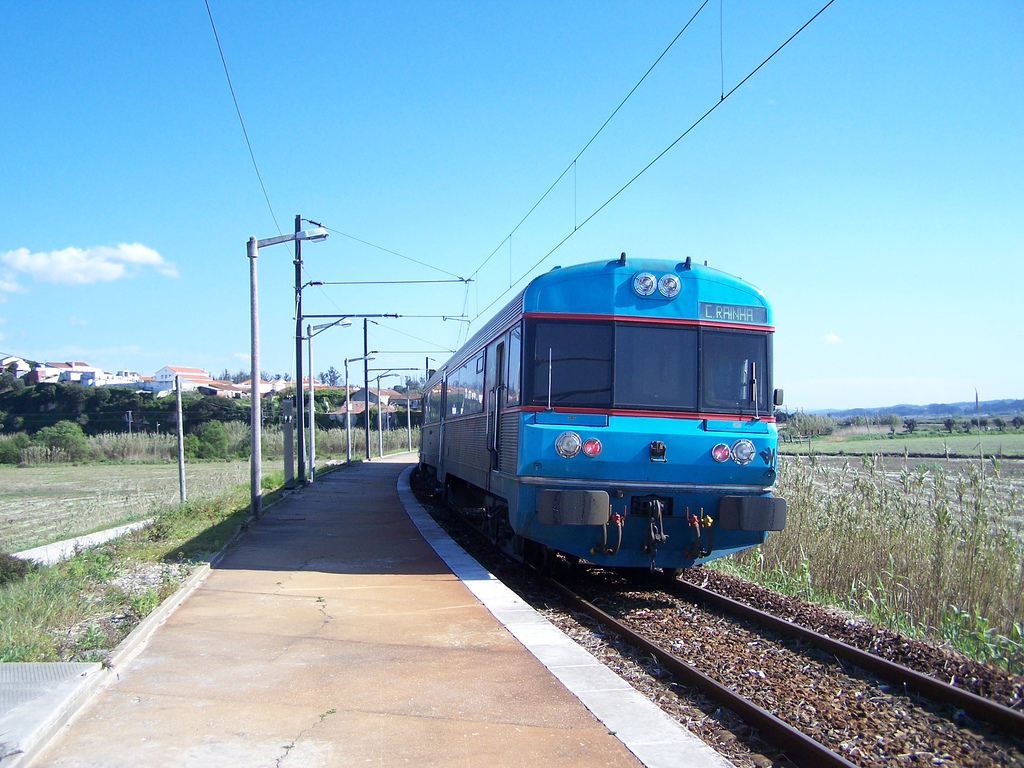
Automotora da Série 0450, na Estação de Bifurcação de Lares, em 2007.

Foram construídas em 1965, nas instalações da empresa Sociedades Reunidas de Fabricações Metálicas, sob licença da companhia americana Budd. Começaram a entrar ao serviço da Companhia dos Caminhos de Ferro Portugueses ainda nesse ano.
Em 16 de Agosto de 1968, a Gazeta dos Caminhos de Ferro noticiou que em 24 de Agosto do ano anterior tinham sido iniciada a circulação de automotoras ao longo da Linha do Douro, com carreiras rápidas, regulares e extraordinárias, o que permitiu uma melhoria considerável nas condições do serviço, principalmente em termos de velocidade. Esta medida teve um grande sucesso entre os passageiros, especialmente os da zona do Porto, uma vez que pela primeira vez foi possível fazer a viagem completa de ida e volta ao longo de toda a Linha do Douro num só dia, utilizando o serviço rápido. Com efeito, nestes comboios rápidos registou-se, entre 24 de Agosto de 1967 e 31 de Maio de 1968, o total de 54.607 passageiros no sentido ascendente, e 35.839 no descendente. Os serviços extraordinários de automotoras foram organizados como parte dos programas de excursões ao longo da linha, e também tiveram uma grande procura, tendo sido feitas catorze excursões entre 5 de Março de 1967 e 2 de Agosto de 1968, que transportaram 1935 passageiros. Além dos serviços que circulavam apenas ao longo da Linha do Douro, também foram criadas carreiras de automotoras entre o Porto e Salamanca, retomando os serviços directos entre as duas cidades que tinham sido interrompidos pela Segunda Guerra Mundial. Porém, apesar das automotoras permitirem velocidades superiores aos antigos comboios rebocados por locomotivas a vapor, o tempo de percurso era inferior ao de 1939, devido às deficientes condições em que se encontrava a via férrea a oriente de Foz-Tua.
Em 1994, a revista Maquetren noticiou que já se encontrava a ser planeada a remodelação das automotoras desta série, nas oficinas de Custóias da Empresa de Manutenção de Equipamento Ferroviário, intervenção que iria abrangir os interiores, e a substituição dos motores originais, por uns mais recentes, fabricados pela Volvo. Estava igualmente prevista a construção de um protótipo para a operadora Caminhos de Ferro Portugueses. Os trabalhos de remodelação foram feitos entre 1994 e 1995, e incluíram a alteração dos separadores de madeira por uns de vidro, a introdução de novas cortinas, assentos, e painéis laterais, de cores diferentes dos anteriores. Também foi eliminado um dos lavabos, de forma a colocar mais lugares sentados, e alteradas as fontes de luz, de forma a produzir mais iluminação. Nas cabinas de condução, o esquema de cores também foi alterado, e foi suprimida a cadeira para o ajudante, e a do condutor foi substituída por uma mais ergonómica.
Posteriormente, todas as unidades desta série foram novamente remodeladas, tendo então sido reclassificadas como Série 0450.

## Descrição
A série era composta por dezanove automotoras a gasóleo de via larga, numeradas de 401 a 419.
Originalmente, as superfícies exteriores estavam totalmente cobertas de placas metálicas, de cor cinzenta. Estas placas eram de forma corrugada, excepto nas cabinas, onde eram lisas. Após a remodelação de 1995, as zonas frontal e traseira de cada unidade passaram a estar cobertas com placas metálicas em tons azuis, de superfície lisa, enquanto que as zonas laterais ao longo das automotoras, junto às janelas, foram pintadas com os mesmos tons azuis. Duas faixas vermelhas horizontais foram pintadas de forma a rodear totalmente as automotoras, a rematar as zonas em azul junto às janelas.
Os serviços efectuados por estas automotoras foram a ligação internacional entre Porto e Vigo, comboios especiais até Santiago de Compostela e Corunha, Regionais na Linha do Minho e no Ramal de Braga, serviços rápidos e regulares na Linha do Douro, e as ligações entre o Porto e Salamanca, através da Linha de Barca de Alva.

## Ficha técnica
Exploração
- Ano de Entrada ao Serviço: 1965 / 1966[5]

Dados gerais
- Nº de Unidades Construídas: 19[2]
- Velocidade Máxima: 110 km/h[2]
- Bitola de Via: 1668 mm[5]
- Distribuição dos assentos:
  - Primeira classe: 2+2[5]
  - Segunda classe: 3+2[5]

Fabricantes
- Motores de Tracção: Rolls Royce[5]

Motor de tracção
- Tipo: Diesel-hidráulico[2]
- Potência: 382 Kw (520 Cv)[5]
- Quantidade: 2[5]
- Número de tempos: 4[5]
- Sobrealimentação: Holset Engineering 4[5]
- Esforço de tracção:
  - No arranque: 6600 kg[5]

Transmissão de movimento:
- Tipo: Hidráulica[5], com 2 caixas hidráulicas DFRU - 11500 1

Lotação
- Passageiros sentados:
  - Primeira classe: 40[2]
  - Segunda classe: 145[2]